# 梅拉妮·威尔斯
梅拉妮·威尔斯（英語：Melanie Wells，1977年10月7日—），旧姓特威特（Twitt），澳大利亚女子曲棍球运动员。她曾代表澳大利亚参加2002年英联邦运动会曲棍球比赛，获得一枚金牌和一枚铜牌。她也曾参加2004年和2008年夏季奥运会。